# Джерело № 6 (колишній «Едвард») курорту «Трускавець»

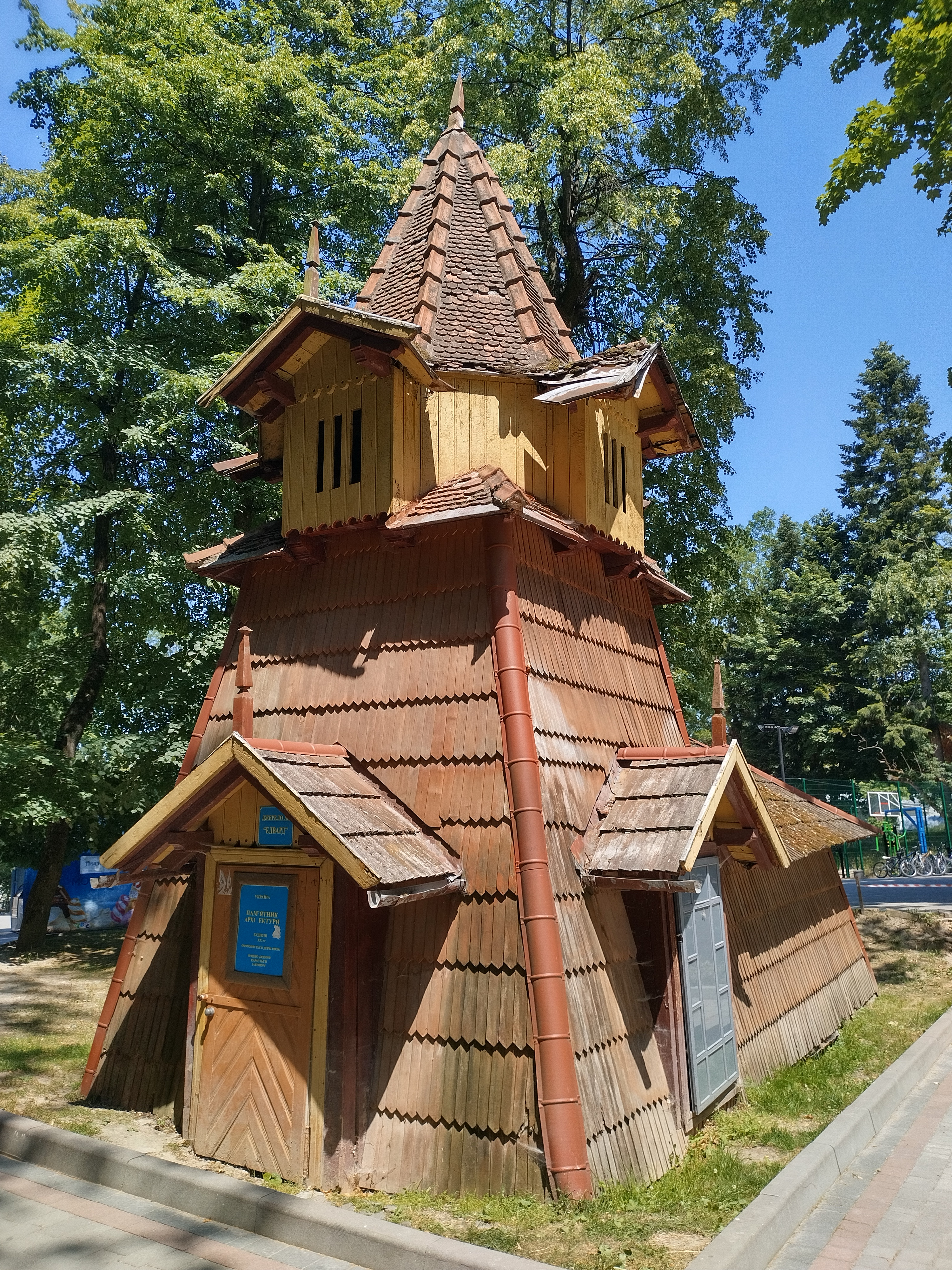
Джерело № 6 «Едвард» (2022)

Джерело́ № 6 (коли́шній «Е́двард») куро́рту «Трускаве́ць» — гідрологічна пам'ятка природи місцевого значення в Україні. Розташована в межах міста Трускавця Львівської області, на бульварі Торосевича (неподалік від бювета № 1). 
Площа 0,3 га. Статус надано 1984 року. Перебуває у віданні: Трускавецька територіальна курортна рада по управлінню курортами профспілок. 
Статус надано з метою збереження джерела мінеральної води типу «Нафтуся». Вода сірководнева, сульфатно-хлоридно-гідрокарбонатно кальцієво-натрієво-магнієва з мінералізацією 4-6 г/л і вмістом 26 мг/л вільного сірководню. Надкаптажна дерев'яна споруда належить до пам'яток архітектури місцевого значення. 
Джерело розташоване на території  Курортного парку.